# Зеебах (Баден-Вюртемберг)
З́еебах (нім. Seebach) — громада в Німеччині, знаходиться в землі Баден-Вюртемберг. Підпорядковується адміністративному округу Фрайбург. Входить до складу району Ортенау.
Площа — 19,05 км2. Населення становить 1425 ос. (станом на 31 грудня 2020).